# Cristina Sofia da Frísia Oriental
Cristina Sofia da Frisía Oriental (26 de abril de 1600 - 30 de março de 1658) foi a segunda esposa do condessa Filipe III de Hesse-Butzbach.

## Família
Cristina era a segunda filha do conde Enno III da Frisia Oriental e da duquesa Ana de Holstein-Gottorp. Os seus avós paternos eram o conde Edgar II da Frisia Oriental e a princesa Catarina da Suécia, filha do rei Gustavo I da Suécia. Os seus avós maternos eram o príncipe Adolfo da Dinamarca, duque de Holstein-Gottorp, filho do rei Frederico I da Dinamarca, e a condessa Cristina de Hesse.

## Casamento
Cristina Sofia tornou-se na segunda esposa do condessa Filipe III de Hesse-Butzbach no dia 2 de junho de 1632. O casal não teve filhos.